# Song-Köl
Der Song-Köl (kirgisisch Соң-Көл, russisch Сон-Куль Song-Kul) ist ein Bergsee im Norden des kirgisischen Oblus Naryn in Zentralasien. Er ist während der Sommermonate (Juni–September) mit geländegängigen Personenkraftwagen über zwei „Straßen“ zu erreichen: (a) von Kotschkor oder von Naryn, jeweils über die A 365 in Richtung Sary-Bulak und von der Abzweigung 5 km südlich dieses Dorfs 85 km nach Westen durch das Tal des Tölök entlang der Südflanke der Karakatty-Gebirgskette und schließlich über den 3446 m hohen Kalmak-Pass und damit den Gebirgszug des Songköltoo, und mit etwa 3 Stunden Fahrzeit in beiden Fällen; oder (b) von Naryn 85 km nach Westen bis Ak-Tal und von dort rund 50 km über den schwierigen, 3150 m hohen Moldo-Pass durch die Moldotoo-Kette nach Norden zum See.

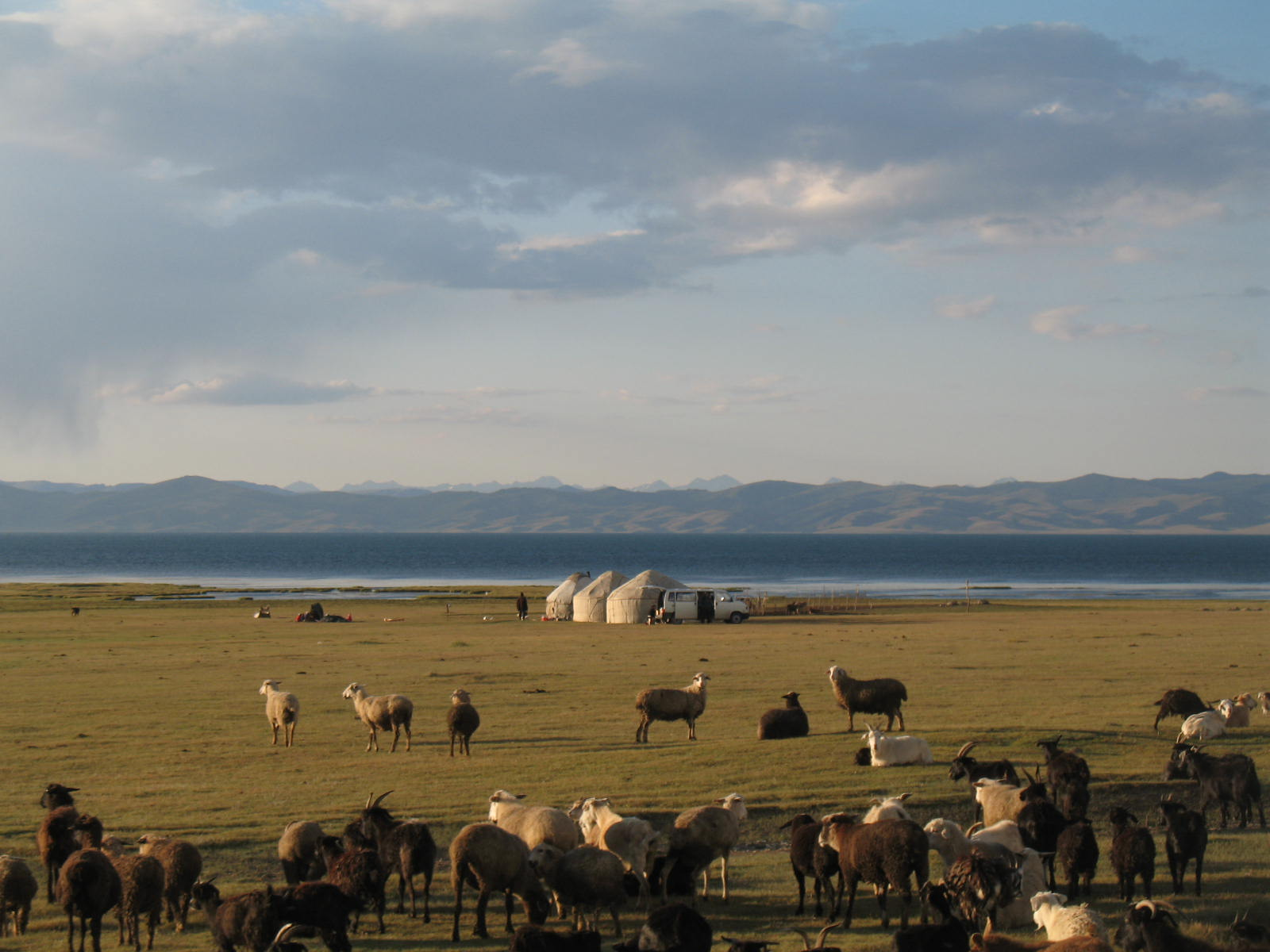
Schafe und Jurten auf der Sommerweide am Song-Köl

Der Song-Köl – Kirgisistans zweitgrößter See nach dem Yssyk-Köl – ist ein alpiner Süßwassersee, der größte in Kirgisistan. Er hat eine Fläche von 278 km² und liegt in der Song-Köl-Niederung, zwischen den Bergketten des bis zu 3856 m hohen Songköltoo im Norden und des bis zu 4185 m hohen Moldotoo im Süden, auf einer Höhe von 3016 m. Er hat grob ovale Gestalt mit einer Längsausdehnung in NW-SO-Richtung von 29 km und einer maximalen Breite von 18 km. Die maximale Tiefe beträgt 13,2 m. Am Südostufer entwässert der Fluss Song-Köl den See zum Naryn. Die Wassertemperatur im Sommer beträgt 11–12 Grad Celsius. Der See gefriert in den Wintermonaten (November – Mai), wobei das Eis eine Dicke von 1,0–1,2 Meter erreicht.

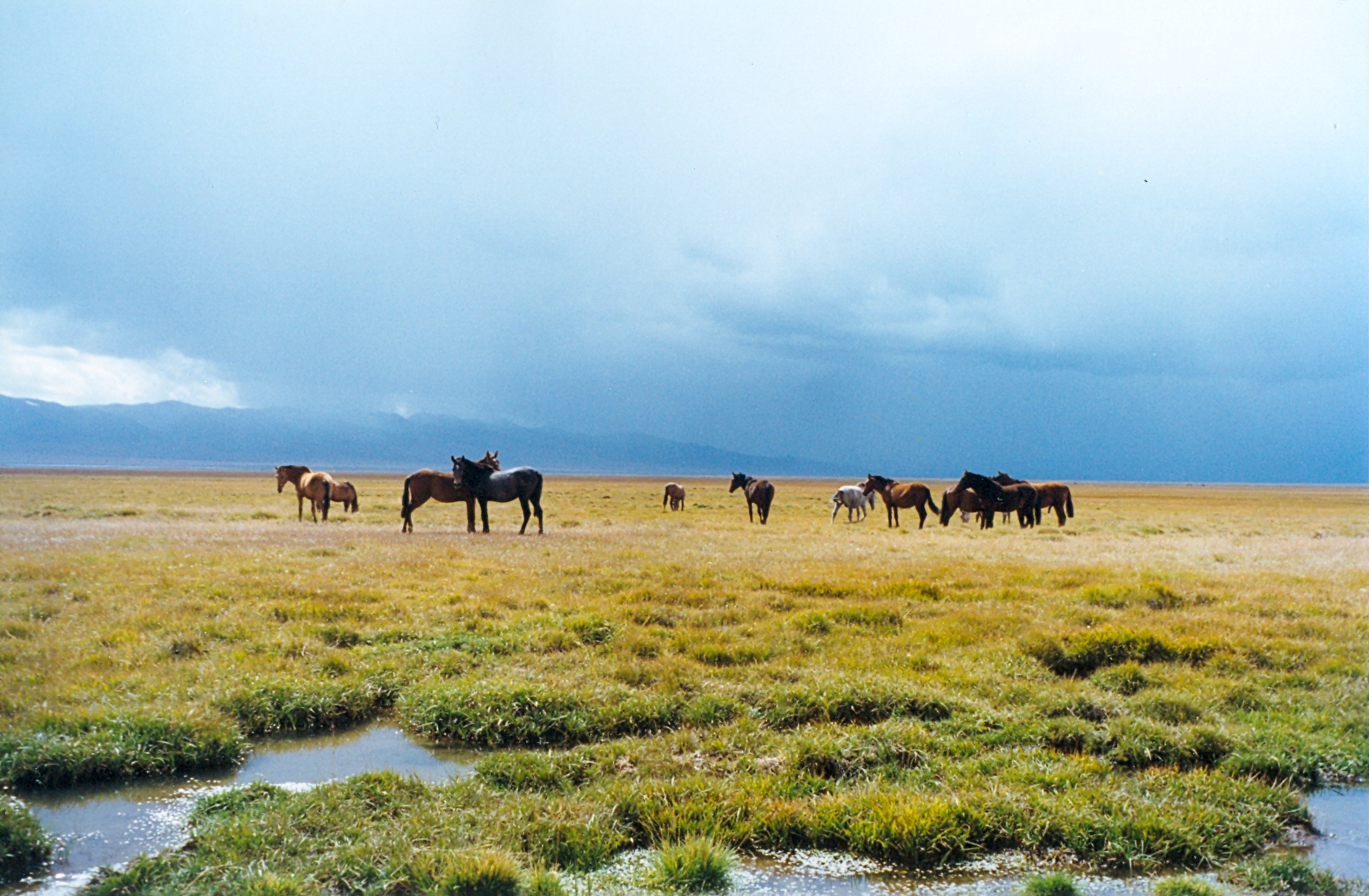
Pferde weiden am Song-Köl

Der Song-Köl liegt inmitten einer weiten, flachen Mulde oberhalb der Baumgrenze. Die umgebende Hochebene, auf der nur Gräser und Kräuter wachsen, wird in den Sommermonaten von Tausenden Schafen und Pferden beweidet, deren Hirten mit ihren Familien für die Weidesaison ihre Jurten auf den Weiden aufstellen. Touristen können bei manchen Hirten und in einigen eigens für Touristen eingerichteten Jurtencamps übernachten und auch verpflegt werden.
Der See wird mit seinen Randgebieten seit 2011 in der Ramsar-Liste als wichtiges Vogelgebiet geführt.